# Deltapodus

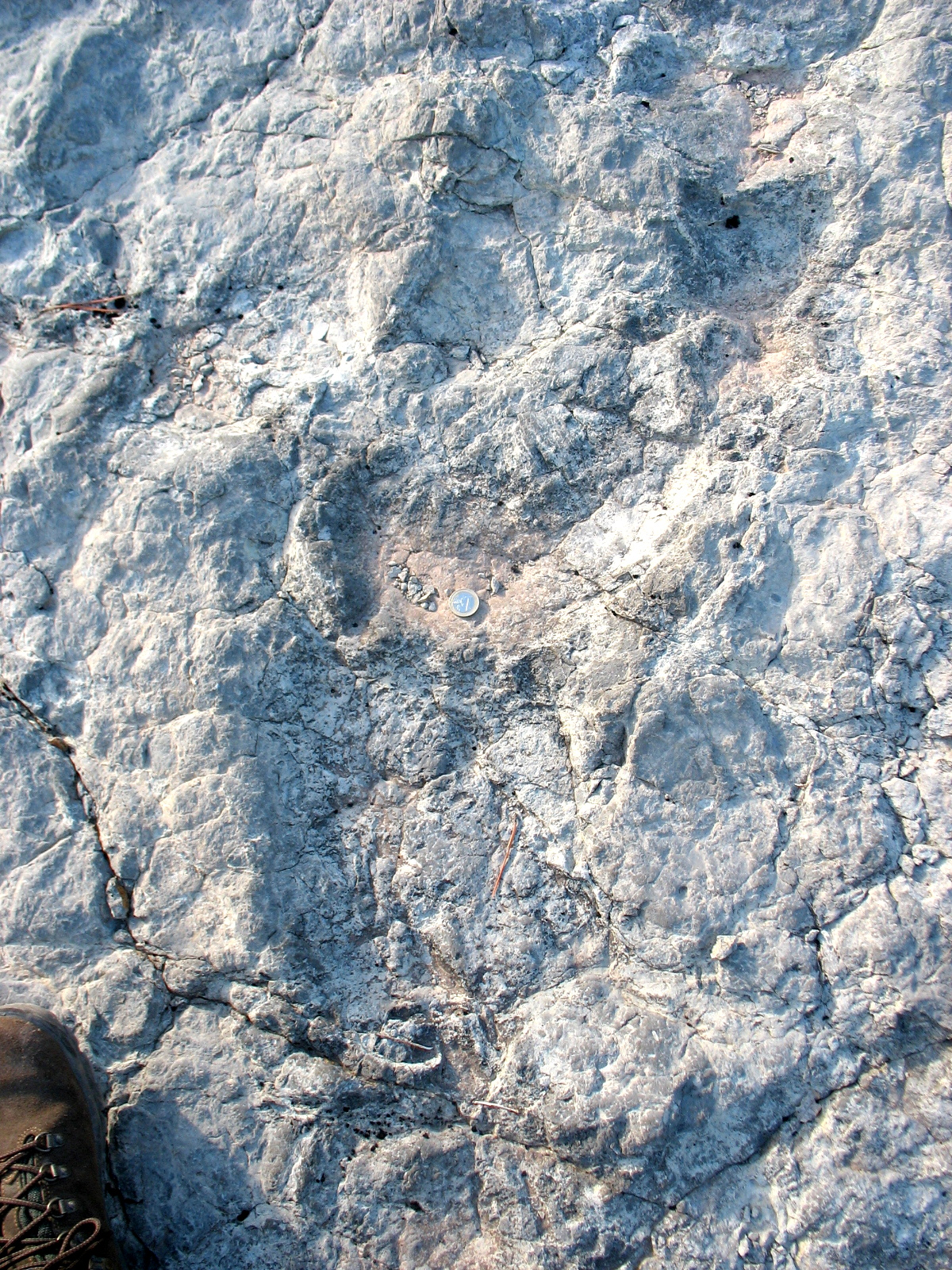
Deltapodus ibericus - fosilie

Deltapodus je ichnorod (taxon založený na fosilních otiscích stop či jiných částí těla), náležející patrně ptakopánvým dinosaurům z kladu Stegosauria. 

## Výskyt
Fosilní otisky stop tohoto ichnorodu jsou známé zejména z východní Asie, ale také z Evropy a severní Afriky. Patří sem také objev nejmenší známé stegosauří stopy z rané křídy severozápadní Číny, měřící na délku pouze 5,7 centimetru.
Další objevy fosilních otisků stop tohoto ichnorodu v počtu více než třiceti exemplářů pocházejí z území Portugalska (pozdně jurské souvrství Lourinha), patrně náležely dacentrurinnímu stegosauridovi (nejspíš "dlouhokrkému" rodu Miragaia).